# Участники группы Pink Floyd
Состав британской рок-группы Pink Floyd менялся несколько раз. Группа была основана в 1965 году Сидом Барреттом (гитара, вокал), Ником Мейсоном (барабаны), Роджером Уотерсом (бас-гитара, вокал) и Ричардом Райтом (клавишные, вокал). Гитарист/вокалист Дэвид Гилмор присоединился к группе в декабре 1967 года; Барретт ушёл в апреле 1968 года из-за ухудшения психического здоровья. С 1970-х годов с группой играли различные дополнительные музыканты как в студии, так и на концертах. Вследствие творческих разногласий и перенапряжения Райт покинул Pink Floyd в 1979 году, а 1985 году вслед за ним ушёл Уотерс. Со временем Райт вернулся в качестве сессионного музыканта, а затем и в качестве полноправного участника. Барабанщик Ник Мейсон является единственным участником группы, появившимся на всех студийных релизах.

## Официальные участники
| Изображение | Имя            | Годы активности                                                                                                 | Инструменты                                                                                 | Релизы                                                                                          |
| ----------- | -------------- | --- | ------------------------------------------------------------------------------------------- | ----------------------------------------------------------------------------------------------- |
|             | Сид Барретт[2] | 1965-1968 | ведущий и бэк-вокал гитара                                                                  | 1965: Their First Recordings The Piper at the Gates of Dawn A Saucerful of Secrets              |
|             | Ник Мейсон     | 1965–1994 2005 (реюнион-концерт Live 8) 2007 2013–2015 2022                                                     | ударные перкуссия магнитофонные эффекты иногда вокал                                        | все релизы Pink Floyd                                                                           |
|             | Роджер Уотерс  | 1965–1985 2005 (реюнион Live 8)                                                                                 | Ведущий и бэк-вокал бас-гитара магнитофонные эффекты иногда гитара, перкуссия и синтезаторы | все ре релизы от 1965: Their First Recordings и The Piper at the Gates of Dawn до The Final Cut |
|             | Ричард Райт    | 1965–1979 1990–1994 2005 (реюнион-концерт Live 8) 2007 (концертный/сессионный участник в 1979–1981 и 1986–1990) | бэк и ведущий вокал клавишные синтезаторы [ 6 ]                                             | все релизы, кроме The Final Cut и «Hey, Hey, Rise Up!»                                          |
|             | Дэвид Гилмор   | 1967–1994 2005 (реюнион-концерт Live 8) 2007 2013–2015 2022                                                     | ведущий и бэк-вокал гитара иногда, бас-гитара, клавишные, синтезаторы и ударные             | все релизы, кроме1965: Their First Recordings и The Piper at the Gates of Dawn                  |

## Концертные и сессионные участники
См. также статью: Концертные аккомпанирующие  музыканты Pink Floyd в английском разделе
| Изображение | Имя             | Годы                                                                                | Инструменты                               | Участие в релизах                                                                                          |
| ----------- | --------------- | ----------------------------------------------------------------------------------- | ----------------------------------------- | --- |
|             | Дэвид O’Лист    | 1967                                                                                | гитара вокал                              | Нет |
|             | Дик Пэрри       | 1973-1977, 1981, 1993—1994, 2005                                                    | саксофон клавишные                        | The Dark Side of the Moon, Wish You Were Here, A Collection of Great Dance Songs, The Division Bell, Pulse |
|             | Ричард Райт     | 1979-1981 и 1986—1990 (также официальный участник 1965—1979, 1990—1994, 2005, 2007) | бэк и ведущий вокал клавишные синтезаторы | A Momentary Lapse of Reason, Delicate Sound of Thunder, Is There Anybody Out There? The Wall Live 1980–81  |
|             | Клэр Торри      | 1973, 1979, 1990                                                                    | вокал                                     | The Dark Side of the Moon, The Wall                                                                        |
|             | Сноуи Уайт      | 1977, 1980                                                                          | гитара бас-гитара бэк-вокал               | Animals (только 8-трековая версия), Is There Anybody Out There? The Wall Live 1980–81                      |
|             | Энди Баун       | 1980-1982                                                                           | бас-гитара клавишные                      | Is There Anybody Out There? The Wall Live 1980–81, The Final Cut                                           |
|             | Джо Чемей       | 1980-1981                                                                           | бэк-вокал                                 | The Wall, Is There Anybody Out There? The Wall Live 1980–81                                                |
|             | Стэн Фарбер     | 1980-1981                                                                           | бэк-вокал                                 | The Wall, Is There Anybody Out There? The Wall Live 1980–81                                                |
|             | Джим Хаас       | 1980-1981                                                                           | бэк-вокал                                 | The Wall, Is There Anybody Out There? The Wall Live 1980–81                                                |
|             | Джон Джойс      | 1980-1981                                                                           | бэк-вокал                                 | The Wall, Is There Anybody Out There? The Wall Live 1980–81                                                |
|             | Уилли Уилсон    | 1980-1981                                                                           | ударные                                   | The Wall, Is There Anybody Out There? The Wall Live 1980–81                                                |
|             | Питер Вуд       | 1980-1981                                                                           | клавишные                                 | The Wall, Is There Anybody Out There? The Wall Live 1980–81                                                |
|             | Энди Робертс    | 1981                                                                                | гитара                                    | The Wall, Is There Anybody Out There? The Wall Live 1980–81                                                |
|             | Тим Ренвик      | 1982, 1987—1994, 2005                                                               | гитара бэк-вокал                          | Pink Floyd – The Wall, Delicate Sound of Thunder, The Division Bell, Pulse                                 |
|             | Дурга Макбрум   | 1987-1994, 2014                                                                     | вокал                                     | Delicate Sound of Thunder, The Division Bell, Pulse, The Endless River                                     |
|             | Скотт Пэйдж     | 1987-1989                                                                           | саксофон гитара                           | A Momentary Lapse of Reason, Delicate Sound of Thunder                                                     |
|             | Гари Уоллис     | 1987-1994                                                                           | перкуссия ударные калвишные               | Delicate Sound of Thunder, The Division Bell, Pulse                                                        |
|             | Джон Карин      | 1986-1994, 2005, 2007, 2013—2014                                                    | клавишные гавайская гитара вокал          | A Momentary Lapse of Reason, Delicate Sound of Thunder, The Division Bell, Pulse, The Endless River        |
|             | Гай Пратт       | 1987-1994, 2013—2014, 2022                                                          | бас-гитара вокал                          | Delicate Sound of Thunder, The Division Bell, Pulse, The Endless River, «Hey, Hey, Rise Up!»               |
|             | Сэм Браун       | 1990, 1994                                                                          | вокал                                     | The Division Bell, Pulse                                                                                   |
|             | Клаудия Фонтейн | 1990, 1994                                                                          | вокал                                     | Pulse |
|             | Нитин Соуни     | 2022                                                                                | клавишные                                 | «Hey, Hey, Rise Up!»                                                                                       |

## Ранние участники
Помимо официальных участников также были музыканты, которые играли в группах-предтечах Pink Floyd. Эти группы носили названия Sigma 6, the Meggadeaths, the Abdabs (или the Screaming Abdabs), Leonard’s Lodgers, the Spectrum Five и the Tea Set.
Майк Леонард
Годы: 1963
Инструменты: клавишные
Релизы: Нет
Клайв Меткалф
Годы: 1963—1964
Инструмент: бас-гитара
Релизы: Нет
Кит Нобл
Годы: 1963—1964
Инструмент: вокал
Релизы: Нет
Шейла Нобл
Годы: 1963
Инструмент: вокал
Релизы: Нет
Вернон Томпсон
Годы: 1963
Инструмент: гитара
Релизы: Нет
Джульет Гейл
Годы: 1964
Инструмент: вокал
Релизы: Нет
Боб Клоуз
Годы: 1964
Инструменты: гитара
Релизы: 1965: Their First Recordings
Крис Денис
Годы: 1965
Инструмент: вокал
Релизы: Нет